# Galeone
Il galeone era un veliero da guerra, progettato per affrontare la navigazione oceanica, molto diffuso nel XVI e nel primo quarto del XVII secolo. Tecnologicamente erede del progresso marittimo che aveva dato origine alla caravella prima ed alla caracca poi, il galeone venne sviluppato con buona probabilità dagli spagnoli, ma è ancora oggi oggetto di controversia quale paese l'abbia realizzato per primo.
A differenza di altri tipi di navi del tempo, il galeone era specificamente progettato per compiere i lunghi viaggi oceanici. Le modifiche principali erano costituite da un castello di prua più basso, un castello di poppa di forma squadrata e uno scafo allungato. Quest'ultima innovazione apportava una maggiore stabilità in acqua e diminuiva la resistenza al vento, con il risultato di un'imbarcazione più veloce e manovrabile dei tipi precedenti. I castelli non furono eliminati perché, pur complicando la navigazione, servivano efficacemente nelle operazioni militari, rendendo possibile una più efficiente difesa contro gli abbordaggi.

## Etimologia
L'etimo di lingua italiana "galeone" appare per la prima volta negli "Annali del Caffaro" (XII secolo) con significato di galea utilizzata come avanscoperta della flotta. Tra XIV e XV secolo, nell'Italia settentrionale il "galeone" era una nave da guerra a remi in uso sui fiumi e sui laghi e lunga mediamente tra i 35 e i 40 metri.

## Storia

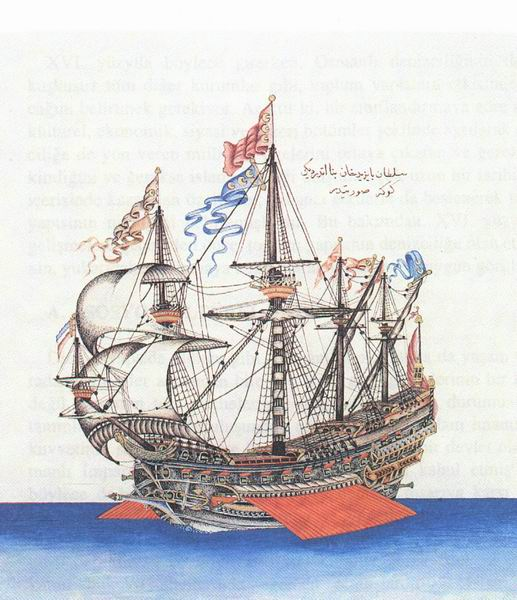
Miniatura raffigurante un galeone ottomano

Il galeone vero e proprio nacque nel corso del XVI secolo come evoluzione della caracca e non della galea come il nome sembra suggerire appunto, allo scopo di unire la grande maneggevolezza di quest'ultima a doti di robustezza necessarie alla navigazione oceanica. Presumibilmente ha un'origine iberica, in quanto ibrido tra le tradizioni costruttive mediterranee e quelle atlantiche. Nei primi anni del '500 tutte le principali potenze europee (incluso l'Impero Ottomano) si dotarono di numerose navi da guerra a vela, questo tipo di unità (antecedente al galeone vero e proprio) furono però messe in crisi dalle galere in numerose occasioni, perché troppo poco maneggevoli per impiegare correttamente l'artiglieria. Questo fatto (ben testimoniato dalle guerre turco-veneziane d'inizio secolo) portò le potenze mediterranee a concentrarsi sulle galere, mentre quelle atlantiche e baltiche (oltre a costruire qualche galera) cercarono un veliero in grado di navigare in maniera più agile delle caracche, pur portando un armamento superiore a quello delle caracche stesse.
Il galeone nacque in effetti per l'esigenza di creare una unità più grande della caracca ma più agile e veloce. Fu anche ridotto il numero dei fanti di marina a bordo, riducendo di conseguenza le sovrastrutture adatte ad ospitarli. Tali strutture, massicce e pesanti, costituivano un ostacolo alla propulsione eolica. L'ammiraglio britannico Lord William Monson riporta: "le flotte reali di quell'epoca", si riferisce alle caracche di Enrico VIII, "non ebbero mai a compiere un vero e proprio viaggio, poiché le navi non si trovavano mai così lontane da terra da non potervi far ritorno, con vento favorevole, nel giro di un giorno, laddove i galeoni non si aspettavano certo di vedere la costa inglese prima di quattro, cinque o sei mesi, e molte volte anche di più". All'inizio l'Inghilterra non fu all'avanguardia, per qualità tecniche e nautiche, preceduta dalla perizia degli olandesi prima e dei francesi poi. Soprattutto va notato che Spagna e Portogallo disponevano di galeoni (nel caso spagnolo non di proprietà della marina) capaci di attraversare gli oceani e combattere all'arrivo già nei primi decenni del '500, quando la flotta inglese era prevalentemente una forza costiera, in particolare le navi portoghesi trasformarono l'oceano indiano in un lago lusitano.
La supremazia tecnologica delle potenze iberiche si tradusse anche in un certo conservatorismo costruttivo, mentre le potenze baltiche e del mare del nord tentarono di evolverne il modello. In particolare nel corso della guerra dei Nove Anni e di altri conflitti che coinvolsero Norvegia-Danimarca e Svezia, quindi molto tempo dopo la scomparsa dei galeoni propriamente detti, furono poste le basi per un nuovo sviluppo del vascello, non più come nave oceanica mercantile e militare al contempo, e capace di operare con l'artiglieria, ma pensata per l'abbordaggio, bensì come nave da guerra pensata per combattimenti d'artiglieria. In particolare le ammiraglie di Svezia e Danimarca (e di Lubecca) alla fine di quel conflitto, nel 1570, erano unità di oltre 2.000 tonnellate, ed erano accompagnate da galeoni leggeri destinati all'esplorazione da 350 tonnellate, e unità di linea tra le 500 e le 1.500 tonnellate.
I galeoni rimasero il tipo di nave principale fino all'inizio del XVII secolo, quando vennero sostituiti dal vascello (e dalla fregata per i galeoni più leggeri) e, nel campo mercantile, da unità più leggere e veloci (armate, come il brigantino, o disarmate come il fluyt) fino ad arrivare, nel XIX secolo, al clipper. Il nome "galeone" fu però utilizzato ancora in alcune lingue: ad esempio indicava in tedesco il solo rostro di prora, in turco il vascello, e in spagnolo (per tutto il '600, fino alla guerra di successione spagnola), il mercantile a tre alberi destinato al commercio con le Americhe.

## Caratteristiche

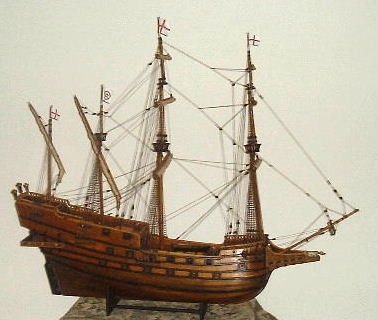
Modello di galeone inglese a quattro alberi: (da sx a dx)
- Albero di Bonaventura, a vela latina e più piccolo dell'Albero di Mezzana.
- Albero di Mezzana, a vela latina e più piccolo dell'Albero Maestro.
- Albero Maestro, il più alto, collocato nel centro della coperta nei modelli a 3 alberi.
- Albero di Trinchetto, il secondo albero per altezza.
- Bompresso.

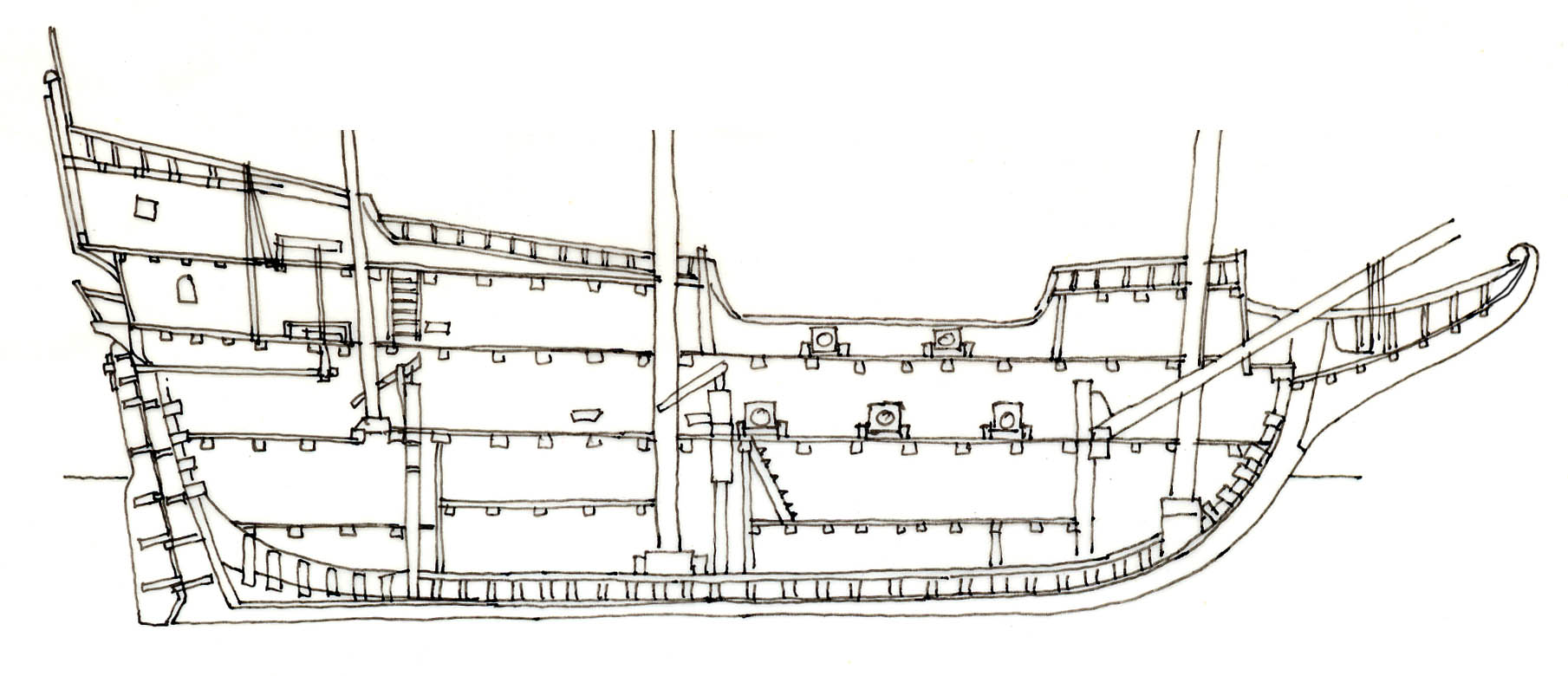
Galeone del XVI secolo. Osservare i diversi ordini di ponti: dal basso verso l'alto si trovano le
sentine, dove veniva normalmente posizionata la zavorra equilibratrice di sabbia e pietre; i ponti di stiva, nei quali si caricavano merci e materiali di ricambio; il primo ponte di batteria, il ponte di coperta ed i castelli. Da notare le pompe di sentina che servivano per svuotare lo scafo dalle infiltrazioni.

Rispetto alla caracca, il galeone aveva dimensioni maggiori, in genere lunghezza tripla rispetto alla larghezza al quinto maestro, la quale era doppia rispetto all'altezza. Il rostro di prua, detto bompresso, perdeva la funzione offensiva della galea, diventando supporto dell'albero di bompresso, l'albero a prua, diagonale rispetto alla linea dello scafo ed ospitante solitamente una sola vela, detta civada.
A differenza delle caracche, con castello di prua più alto e massiccio, nei galeoni furono le sovrastrutture di poppa a divenire più alte. Nei primi galeoni erano molto più alte che in quelli più tardi, racchiudendo più ordini di ponti. Il cassero di poppa era sobriamente ornato con motivi geometrici policromi; l'esplosione dello sfarzo decorativo si manifestò solo un secolo dopo con l'evoluzione dei vascelli a partire dai galeoni. Il cassero, all'altezza del ponte di coperta, poteva essere munito di una fila di otto o dieci pezzi d'artiglieria minori; altri sette od otto pezzi d'artiglieria potevano essere disposti sui casseretti, i ponti superiori del cassero. Il ponte più importante della nave era il primo ponte di batteria, collocato sotto al ponte di coperta. In questo modo vi era una migliore distribuzione dei pesi, mentre le manovre principali per il governo del galeone erano effettuate sul ponte di coperta.
Un galeone del XVI secolo era lungo  mediamente 40-42 m (o più) per una larghezza d'una decina di metri. I galeoni avevano da tre fino a cinque alberi,e  in genere l'albero di trinchetto (prodiero) possedeva tre vele quadre, la più grande era la vela di trinchetto, seguita dal parrocchetto e dal velaccio di trinchetto. Anche l'albero di maestra ospitava tre vele quadre, la vela di maestra, la vela di gabbia ed il velaccio di maestra. Invece l'albero di mezzana (poppiero) ospitava solitamente una vela latina, la vela di mezzana. Su alcuni galeoni (in genere i più grandi) era presente anche un quarto albero e a volte un quinto, detti  contromezzana o bonaventura, armati anch'essi di una, due, tre vele latine. In tal caso la mezzana era dotata di due latine o addirittura tre sovrapposte. A poppa sporgeva orizzontalmente poi un'asta orizzontale, il buttafuori, che serviva a fissare le scotte della vela latina, le cime cioè che servivano a trattenere l'angolo posteriore della vela.
La flotta inglese, francese e spagnola, ma anche Svezia, Danimarca e le Provincie Unite, oltre alla città anseatica di Lubecca, impiegarono il galeone come unità da combattimento principale. Preziose informazioni circa la capacità costruttiva di quegli anni si hanno dalle note del maestro costruttore inglese Matthew Baker. In quel momento pare che le navi inglesi fossero le migliori (le più veloci e manovrabili). Il castello di prua aveva in genere un solo ponte, mentre lo scafo aveva di solito una linea più bassa e slanciata. Gli olandesi, raggiunta l'unità nazionale nel 1648, al tramonto dell'epoca dei galeoni veri e propri, costruirono vascelli di linea in cui il trinchetto era posto anteriormente al castello di prua, mentre le sovrastrutture erano più basse.
L'arma principale del galeone era la colubrina, perfezionata negli anni. La prima batteria era formata da una ventina di pezzi da 18 libbre (calibro 133 mm, lunghezza 3,50 m). Sul ponte di coperta una seconda batteria ospitava semicolubrine da 10 o 9 libbre. Il cassero ed il castello potevano avere pezzi minori, eventualmente brandeggiabili.
L'equipaggio era composto da trecento uomini che mangiavano e dormivano sui ponti di batteria, mentre gli ufficiali alloggiavano a poppa. Il galeone fu adottato dalla marina militare e dalla marina mercantile e come tale altrettanto armato. Verso l'inizio del XVII secolo, per far fronte alle nuove esigenze della guerra sul mare, evolse nel vascello di linea.
Per quanto riguarda le dimensioni, un galeone portoghese solitamente aveva una stazza di circa 500 t, ma esistevano galeoni anche di 2.000 o più tonnellate, come i cosiddetti Galeoni di Manila, che collegavano l'America con le Filippine.
Tra i vantaggi del galeone c'era la sua maggiore economicità di costruzione rispetto ad altre navi. Al costo di 3 caracche si potevano realizzare 5 galeoni, un buon investimento per le flotte militari dell'epoca.
Un altro miglioramento fu la realizzazione di un sistema di manovre che permettesse di governare anche a equipaggio ridotto: a causa dei lunghi periodi passati in mare e delle scarse condizioni di igiene e sicurezza, molti membri dell'equipaggio perivano durante la navigazione.
La costruzione di un galeone era un'impresa estremamente lunga e costosa, per cui si vennero a creare gruppi o società di persone facoltose che univano i propri fondi. In questo caso era prevalente l'attività commerciale su quella militare ma la nave poteva essere adattata con estrema facilità all'impiego militare. Fino agli anni '60 del '500 la Spagna non disponeva di una marina militare fuori dal Mediterraneo, ma faceva affidamento sulla marina mercantile basata su unità che, o con sgravi fiscali, o per poter accedere al privilegio di commerciare con alcuni porti, dovevano rispettare alcune specifiche che le rendevano facili da trasformare in unità militari. Negli stessi anni, in Inghilterra (e poco prima in Francia, soprattutto nei porti ugonotti), si fabbricarono numerosi galeoni privati specificatamente pensati per la guerra di corsa (ovvero contro i traffici, in genere spagnoli o delle potenze cattoliche), con sovrastrutture ridotte, armamento di cannoni sulle 8-9 libbre (relativamente numerosi), e nei quali veniva posta grande enfasi sulla velocità. Ovviamente alla costruzione si preferì la cattura delle navi avversarie.
Nella costruzione erano impiegati la quercia per lo scafo, il pino marittimo per l'alberatura, diversi legni duri per ponti e sovrastrutture.

## Famosi galeoni
Spagnoli
- San Estebàn, del 1554
- San Pelayo
- San Martín, 1580
- San Mateo, 1582
- San Francisco II, 1585
- San Juan Bautista, 1588
- Nuestra Señora de Atocha, 1622
- San Felipe, 1629
- Concepción

Portoghesi
- São João Baptista, 1534
- Padre Eterno, 1663

Anseatici
- Adler von Lübeck, 1566

Inglesi
- Golden Hind ("galeone da corsa")
- Ark Royal ("galeone da corsa")
- Dreadnought ("galeone da corsa")
- Revenge ("galeone da corsa")
- Triumph ("galeone da corsa")
- Merchant Royal

Svedesi
- Vasa, 1628